# Edgar J. Goodspeed
Edgar Johnson Goodspeed  (1871–1962) fue un teólogo y erudito del idioma griego y del Nuevo Testamento estadounidense. Enseñó por varios años en la Universidad de Chicago, cuya colección de manuscritos del Nuevo Testamento enriqueció por sus investigaciones. La colección de la Universidad fue nombrada en su honor.

## Vida
Edgar J. Goodspeed nació en Quincy, Illinois. Se graduó de la Universidad Denison (en donde también recibió un doctorado en  Divinidad, (D.D.1928) en la Universidad de Chicago (Ph.D. 1898).

## Traducciones
Es recordado ampliamente por sus traducciones de la Biblia: The New Testament: an American Translation (1923), y (junto con John Merlin Powis Smith) "The Bible, An American Translation" (1935), la "Goodspeed Bible". El también es recordado por su traducción de los apócrifos, y esa traducción se incluyó en The Complete Bible, An American Translation (1939)

## Obras
Aparte de sus obras eruditas, escribió varias introducciones no dogmáticas a literatura bíblica para el lector lego: 
- The Story of the Bible

- The Story of the Apocrypha,

- The Story of the New Testament,  1916

- The Making of the English New Testament, 1925

- Strange New Gospels, 1931

- The Short Bible, editó Edgar J. Goodspeed y J.M.Powis Smith, University of Chicago Press, 1933

- The Story of the Old Testament,  1934

- An Introduction to the New Testament,  1937

- How to Read the Bible 1946

- The Twelve, The Story of Christ's Apostles

- How Came the Bible?, Abingdon–Cokesbury Press, c. 1940.

- A History of Early Christian Literature, University of Chicago Press, 1942

- Problems of New Testament Translation, 1945

- The Life of Jesus for Young People

- The Apostolic Fathers: An American Translation, Harper & Brothers 1950

- Modern Apocrypha, The Beacon Press, 1956

Falleció en 1962 y fue enterrado en el Forest Lawn Memorial Park Cemetery en Glendale (California).